# Niveau piézométrique

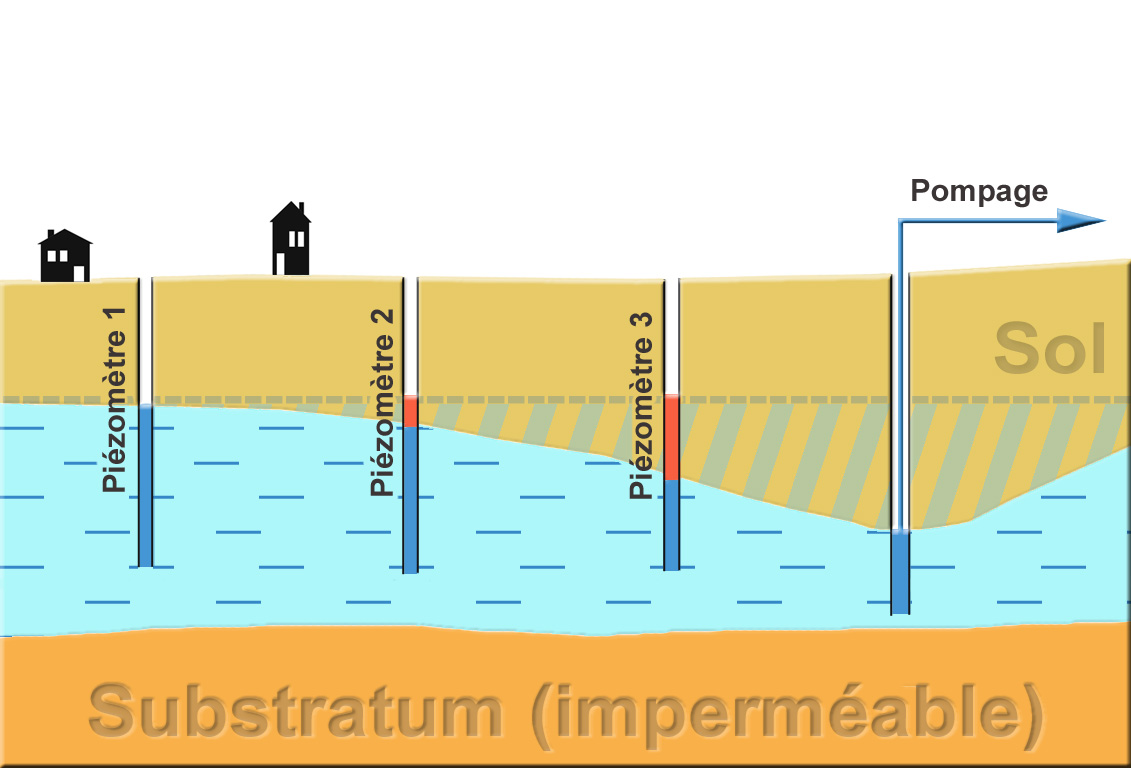
Trois piézomètres posés à une certaine distance d'un forage actif (pompage d'eau de la nappe phréatique libre) permettent de mesurer l'importance du rabattement de nappe autour du point de captage. En rouge : le déficit par rapport au niveau théorique dit « niveau piézométrique zéro », ici figuré par le pointillé bleu horizontal, correspondant au plafond théorique de la nappe).

Le niveau, la cote ou la surface piézométrique est l'altitude ou la profondeur (par rapport à la surface du sol) de la limite entre la nappe phréatique et la zone vadose dans une formation aquifère. Ce niveau est mesuré à l'aide d'un piézomètre.
Le niveau piézométrique théorique normal moyen en un lieu et à une date donnée dans l'année est le niveau de référence par rapport auquel on dira que la rivière est en situation de crue ou d'étiage, ou que la nappe est rechargée ou en manque d'eau. Là où la nappe affleure, c'est le plafond de la nappe, qui peut être le niveau d'une rivière, d'un fleuve, d'un étang naturel, etc. 

## Mesurer et suivre le niveau piézométrique
Ces mesures et un suivi sont nécessaires pour évaluer l'état quantitatif d'une nappe et ses fluctuations (naturelles ou sous forçage anthropique), notamment dans les régions arides et plus encore en contexte de recharge de nappe à partir d'eaux usées traitées, de dérèglement climatique, de salinisation de surface ou de nappe (par intrusion d'un « biseau salé »), d'autant que ces variations peuvent parfois aussi se traduire par des changements qualitatifs de l'eau, ou des mouvements de sols. Elles sont nécessaires à la gestion de l'eau.
Le niveau piezométrique d'une nappe se mesure au moyen d'un réseau de piézomètres et d'une éventuelle modélisation sur la base des données fournies. Il peut aussi être mesuré via le niveau de l'eau des puits s'il en existe. Chaque puits est une fenêtre sur le plafond de la nappe, mais en cas de prélèvement important il faut tenir compte d'un probable rabattement de nappe.
Ces mesures peuvent aussi en zone aride révéler des phénomènes d'évaporation de nappe phréatique dont le plafond est situé en sub-surface.
Le régime hydrique des sols dans la taxonomie des sols de l'USDA sont définis sur la base du niveau piézométrique et la quantité d'eau du sol disponible pour les plantes, au cours d'une année donnée dans une région particulière. 
En France les « chroniques d'un piézomètre » sont associées au système altimétrique de référence NGF (nivellement général de la France) qui a été établi sous le contrôle de l'Institut national de l'information géographique et forestière (IGN) dont le « zéro origine » (choisi par convention) est le niveau moyen de la mer à Marseille.